# Villa Chacabuco
Villa Chacabuco es una localidad del Gran Buenos Aires, Argentina. Pertenece al partido de General San Martín.

## Geografía

### Ubicación
Está ubicada al sudeste del partido. Desde la aprobación de la ordenanza municipal 13003/2024, sus límites son: al este con la Ciudad Autónoma de Buenos Aires, al norte con Villa Maipú, al oeste con la localidad de San Martín (con la cual a veces fue confundida) y al sur con los barrios del Villa Bernardo Monteagudo, Villa Parque Presidente Figueroa Alcorta y Villa Lynch.
Originalmente zona de residencias, fue tomando como la mayor parte del partido un perfil predominantemente industrial.

### Clima
| Parámetros climáticos promedio de Villa Chacabuco, BA | Parámetros climáticos promedio de Villa Chacabuco, BA | Parámetros climáticos promedio de Villa Chacabuco, BA | Parámetros climáticos promedio de Villa Chacabuco, BA | Parámetros climáticos promedio de Villa Chacabuco, BA | Parámetros climáticos promedio de Villa Chacabuco, BA | Parámetros climáticos promedio de Villa Chacabuco, BA | Parámetros climáticos promedio de Villa Chacabuco, BA | Parámetros climáticos promedio de Villa Chacabuco, BA | Parámetros climáticos promedio de Villa Chacabuco, BA | Parámetros climáticos promedio de Villa Chacabuco, BA | Parámetros climáticos promedio de Villa Chacabuco, BA | Parámetros climáticos promedio de Villa Chacabuco, BA | Parámetros climáticos promedio de Villa Chacabuco, BA |
| Mes                                                   | Ene.                                                  | Feb.                                                  | Mar.                                                  | Abr.                                                  | May.                                                  | Jun.                                                  | Jul.                                                  | Ago.                                                  | Sep.                                                  | Oct.                                                  | Nov.                                                  | Dic.                                                  | Anual                                                 |
| ----------------------------------------------------- | ----------------------------------------------------- | ----------------------------------------------------- | ----------------------------------------------------- | ----------------------------------------------------- | ----------------------------------------------------- | ----------------------------------------------------- | ----------------------------------------------------- | ----------------------------------------------------- | ----------------------------------------------------- | ----------------------------------------------------- | ----------------------------------------------------- | ----------------------------------------------------- | ----------------------------------------------------- |
| Temp. máx. abs. (°C)                                  | 39.7                                                  | 39.3                                                  | 37.5                                                  | 35.8                                                  | 30.4                                                  | 27.6                                                  | 27.8                                                  | 34.2                                                  | 34.3                                                  | 34.7                                                  | 36.0                                                  | 38.1                                                  | 39.7                                                  |
| Temp. máx. media (°C)                                 | 29.5                                                  | 28.7                                                  | 25.4                                                  | 22.3                                                  | 19.9                                                  | 16.3                                                  | 14.6                                                  | 15.1                                                  | 18.8                                                  | 22.7                                                  | 24.9                                                  | 27.0                                                  | 29.5                                                  |
| Temp. media (°C)                                      | 23.6                                                  | 23.0                                                  | 19.9                                                  | 16.9                                                  | 14.4                                                  | 10.8                                                  | 9.6                                                   | 10.5                                                  | 13.6                                                  | 16.6                                                  | 19.2                                                  | 21.4                                                  | 16.6                                                  |
| Temp. mín. media (°C)                                 | 17.8                                                  | 17.4                                                  | 14.5                                                  | 11.6                                                  | 8.9                                                   | 5.3                                                   | 4.7                                                   | 6.0                                                   | 8.5                                                   | 10.6                                                  | 13.6                                                  | 15.9                                                  | 11.2                                                  |
| Temp. mín. abs. (°C)                                  | 4.6                                                   | 1.9                                                   | -1.7                                                  | -4.8                                                  | -4.9                                                  | -6.3                                                  | -7.2                                                  | -5.4                                                  | -4.5                                                  | -3.9                                                  | -0.3                                                  | 1.8                                                   | -7.2                                                  |
| Precipitación total (mm)                              | 120.1                                                 | 119.0                                                 | 140.5                                                 | 100.4                                                 | 74.8                                                  | 69.6                                                  | 68.9                                                  | 70.3                                                  | 70.7                                                  | 117.2                                                 | 109.0                                                 | 111.3                                                 | 1171.8                                                |
| Nevadas (cm)                                          | 0                                                     | 0                                                     | 0                                                     | 0                                                     | 0                                                     | 0                                                     | 0                                                     | 0                                                     | 0                                                     | 0                                                     | 0                                                     | 0                                                     | 0                                                     |
| Días de precipitaciones (≥ )                          | 10                                                    | 10                                                    | 9                                                     | 9                                                     | 8                                                     | 6                                                     | 5                                                     | 7                                                     | 8                                                     | 9                                                     | 10                                                    | 9                                                     | 100                                                   |
| Días de nevadas (≥ 0)                                 | 0                                                     | 0                                                     | 0                                                     | 0                                                     | 0                                                     | 0                                                     | 0                                                     | 0                                                     | 0                                                     | 0                                                     | 0                                                     | 0                                                     | 0                                                     |
| Horas de sol                                          | 270                                                   | 240                                                   | 190                                                   | 175                                                   | 170                                                   | 135                                                   | 140                                                   | 175                                                   | 180                                                   | 215                                                   | 255                                                   | 260                                                   | 2405                                                  |
| Humedad relativa (%)                                  | 68                                                    | 67                                                    | 89                                                    | 83                                                    | 78                                                    | 75                                                    | 80                                                    | 81                                                    | 80                                                    | 79                                                    | 72                                                    | 70                                                    | 76.8                                                  |
| Fuente: Servicio Meteorológico Nacional Argentino     |                                                       |                                                       |                                                       |                                                       |                                                       |                                                       |                                                       |                                                       |                                                       |                                                       |                                                       |                                                       |                                                       |

### Población
Contaba con 5,040 habitantes (Indec, 2001), situándose como la 20.ª localidad del partido.

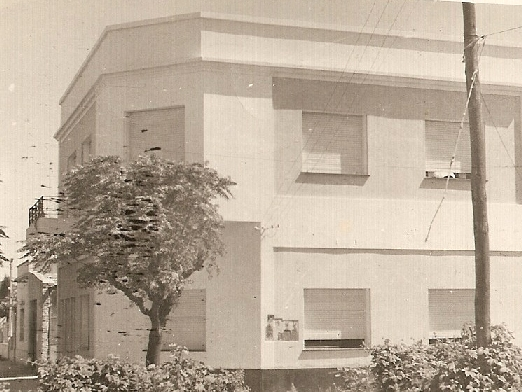
Edificación típica, esquina de San Martín y Francia (familia Ureta/Quintero).

### Sismicidad
La región responde a la «subfalla del río Paraná», y a la «subfalla del río de la Plata», con sismicidad baja; y su última expresión se produjo el 5 de junio de 1888 (137 años), a las 3.20 UTC-3, con una magnitud aproximadamente de 5,0 en la escala de Richter (terremoto del Río de la Plata de 1888).
La Defensa Civil municipal debe advertir sobre escuchar y obedecer acerca de 
Área de
- Tormentas severas periódicas
- Baja sismicidad, con silencio sísmico de 137 años